# Michaelerberg-Pruggern
Michaelerberg-Pruggern ist seit 2015 eine Gemeinde im Bereich der Expositur Gröbming im Bezirk Liezen in der Steiermark.

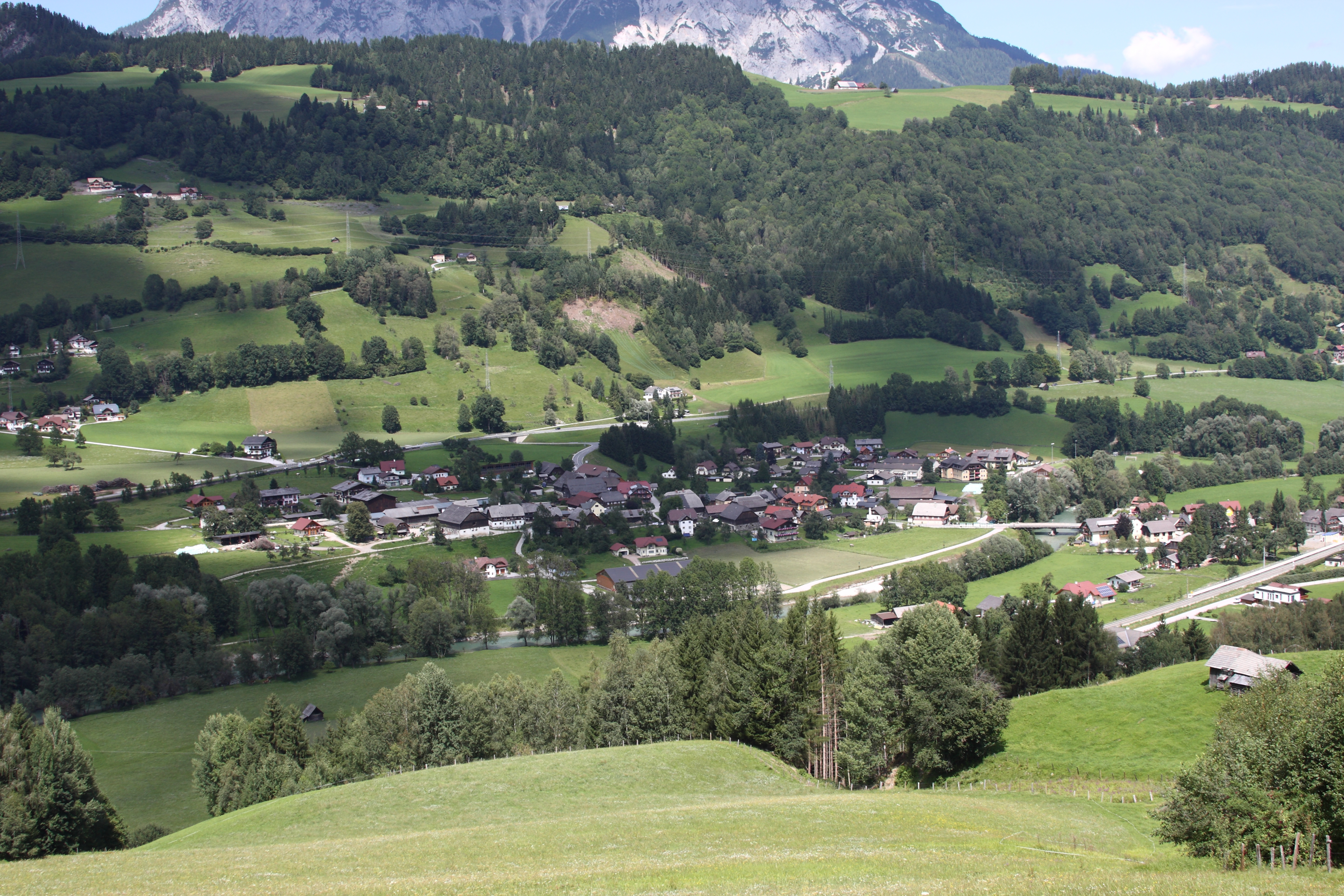
Blick auf Pruggern

## Geografie
Das Gemeindegebiet umfasst das Ennstal zwischen Gröbming und Aich und das Sattental. Es liegt in einer Höhe von rund 700 Meter über dem Meer an der Enns und steigt nach Süden bis zur Hochwildstelle auf 2747 Meter an. Die Gemeinde hat eine Fläche von beinahe fünfzig Quadratkilometer. Davon ist die Hälfte bewaldet, achtzehn Prozent werden landwirtschaftlich genutzt, fünfzehn Prozent sind Almen und sechzehn Prozent alpines Gebiet.

### Gemeindegliederung
Die Gemeinde Michaelerberg-Pruggern entstand 2015 im Rahmen der Gemeindestrukturreform in der Steiermark aus den mit Ende 2014 aufgelösten Gemeinden Michaelerberg und Pruggern.
Das Gemeindegebiet umfasst zwei Katastralgemeinden und gleichnamige Ortschaften (Fläche Stand 31. Dezember 2023, Einwohnerzahl Stand 1. Jänner 2024):
- Michaelerberg (2.605,54 ha; 434 Ew.) samt Moosheim und Tunzendorf
- Pruggern (2.168,96 ha; 828 Ew.)

Die Gemeinde liegt im Gerichtsbezirk Schladming.

### Hauptort Pruggern
Zum Ortschaftsgebiet gehören neben dem Ort Pruggern auch die Ortslagen:
- Kulm und Kunagrünberg am Kulm (letzteres hat auch Ortsbestandteile in der Gemeinde Aich)
- Pruggererberg mit Hüttendorf Pruggern und Vorderes Sattental auf der südseitigen Talschulter des Ennstals
- Schlatenbach auf der südlichen und Einöd auf der nördlichen Ennsseite (letzteres mit Ortsteilen in Gröbming)

Die Almen in der Ortschaft sind Keinreiteralm, Perneralm, Peterbaueralm, Sattentalalm, Tagalm im Sattental, sowie Untere Galsterbergeralm und Obere Galsterbergeralm (mit Schutzhaus) in den Höhenlagen.
Die Berge von Pruggern gehören zur Hochwildstellen-Gruppe der Schladminger Tauern, deren Nordast sie bilden.

### Nachbargemeinden
Alle fünf Nachbargemeinden liegen in der Expositur Gröbming.
|            | Gröbming                                    | Mitterberg-Sankt Martin |
| Aich       | Kompassrose, die auf Nachbargemeinden zeigt |                         |
| Schladming |                                             | Sölk                    |

## Geschichte

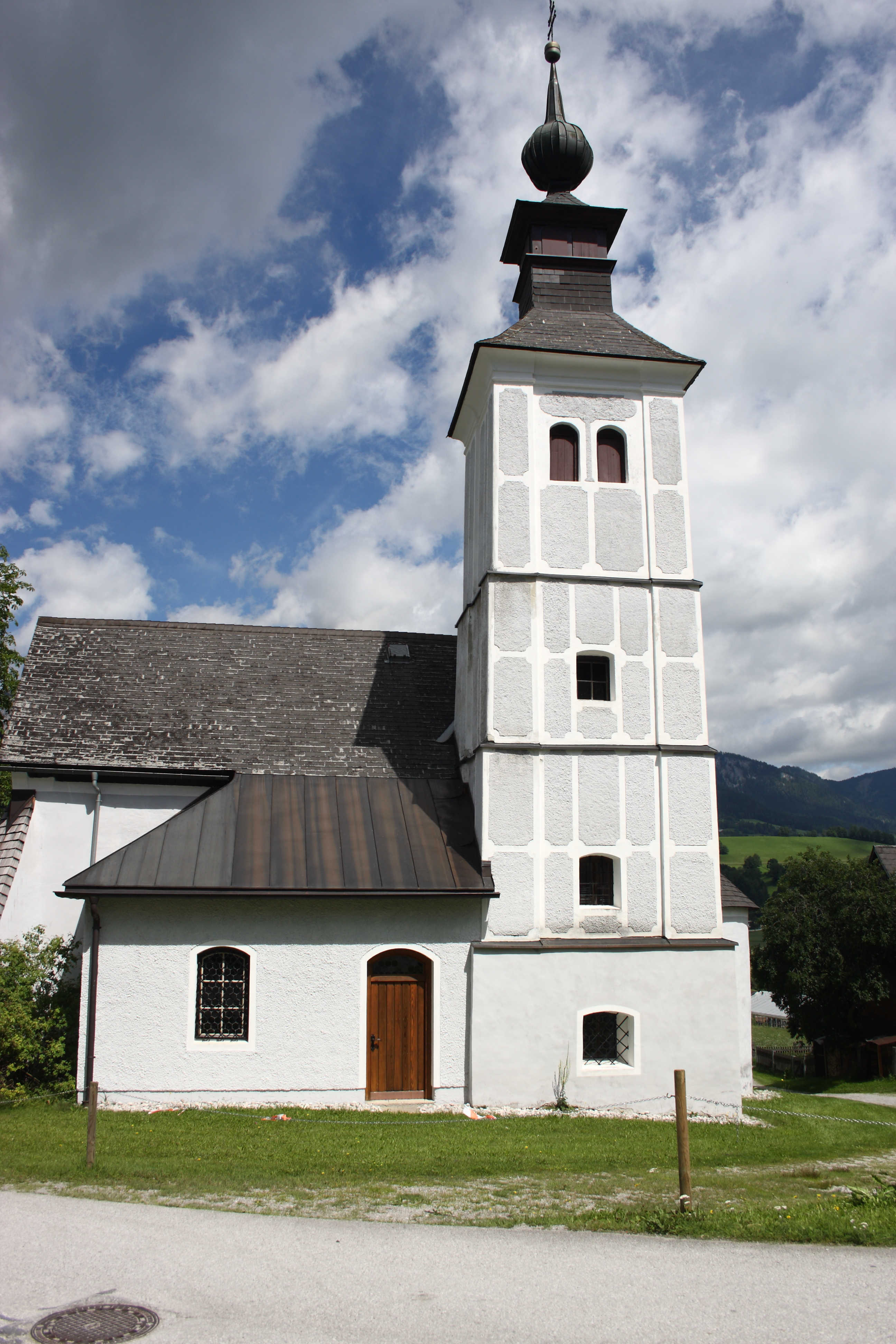
Filialkirche hl. Michael

Am 13. Juni 2019 hat der Gemeinderat von Michaelerberg-Pruggern als erste Gemeinde in Österreich einstimmig beschlossen, den Klimanotstand auszurufen.
Am Karfreitag den 10. April 2020 kam es zu einem Felssturz im alpinen Gelände im Bereich des Sattentalbachs. Der dort verlaufende Fußweg wurde behördlich gesperrt.

## Kultur und Sehenswürdigkeiten

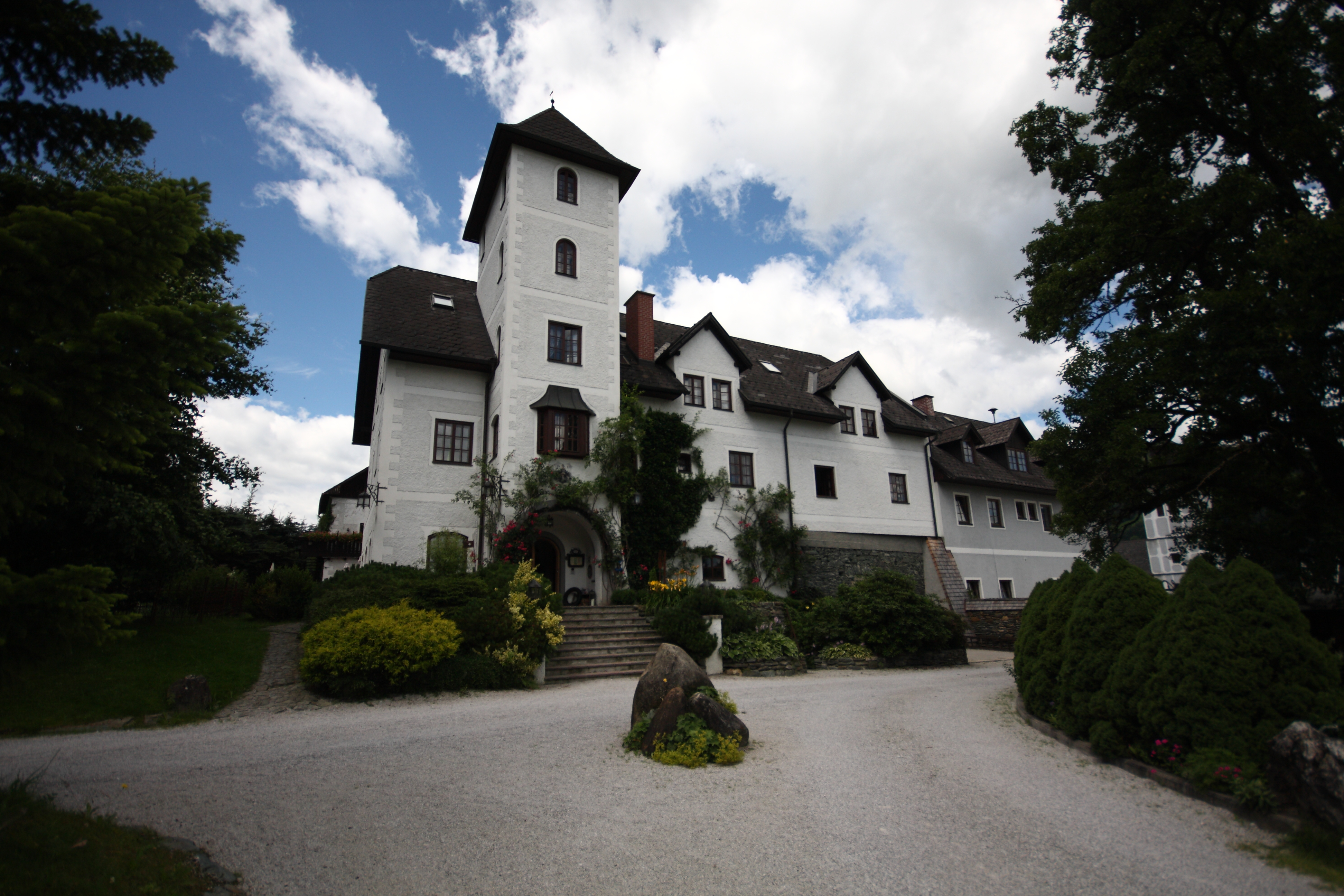
Schloss Thannegg

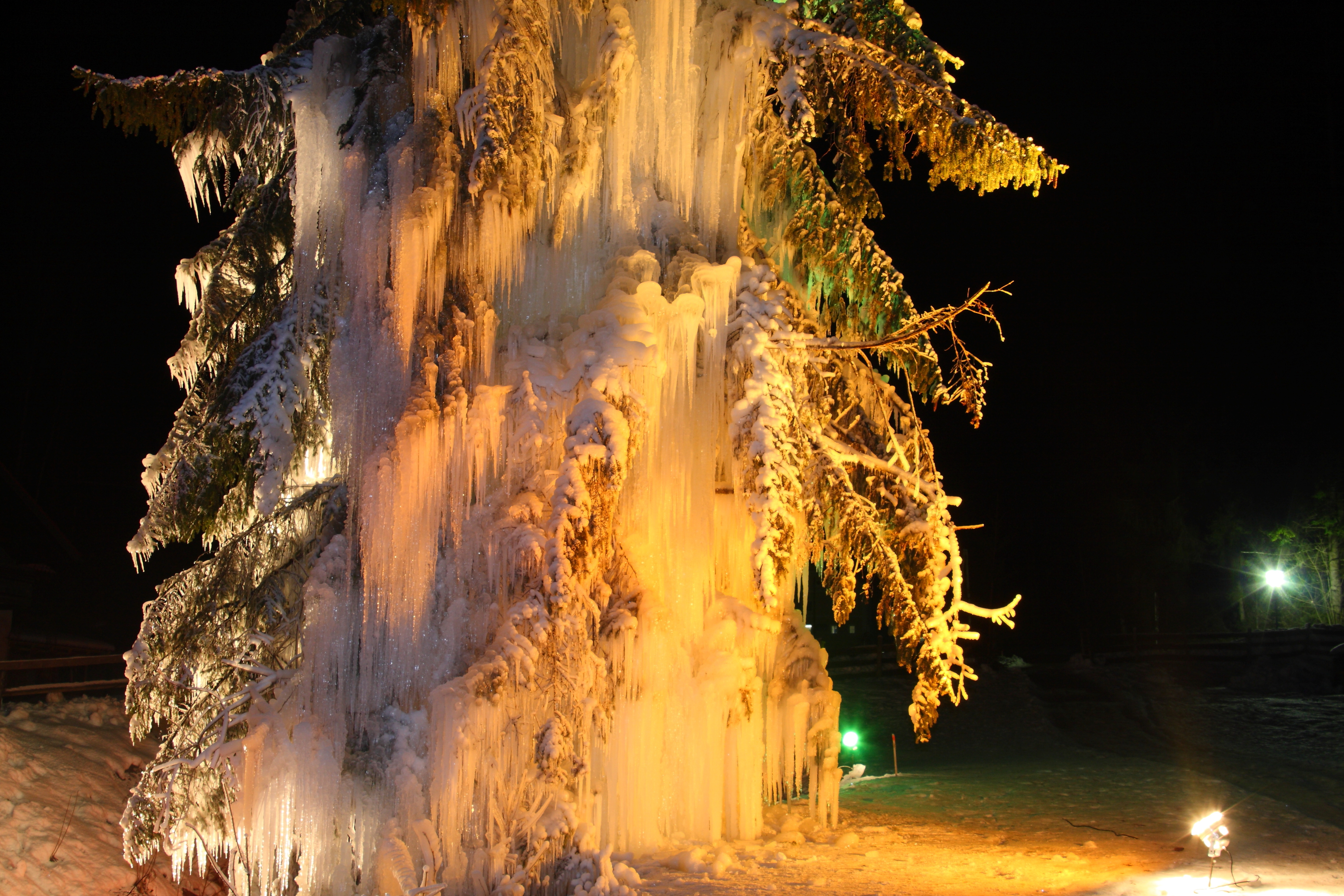
Eiswelt Pruggern

- Katholische Filialkirche hl. Michael
- Ortskapelle Pruggern
- Schloss Thannegg
- Eiswelt Pruggern

## Wirtschaft und Infrastruktur

### Wirtschaftssektoren, Arbeitsplätze
Von den 350 Arbeitsplätzen im Jahr 2011 entfielen 60 auf die Landwirtschaft, dreißig Prozent auf den Produktionssektor und mehr als die Hälfte auf Dienstleistungen. Der wichtigste Arbeitgeber im Produktionssektor war die Bauwirtschaft. Mehr als die Hälfte der Erwerbstätigen des Dienstleistungssektors waren im Bereich Verkehr beschäftigt, ein Viertel in Beherbergung und Gastronomie.

### Berufspendler
Im Jahr 2011 lebten 581 Erwerbstätige in Michaelerberg-Pruggern, 150 davon arbeiteten in der Gemeinde, drei Viertel pendelten aus.

### Fremdenverkehr
Die Gemeinde bildet gemeinsam mit Gröbming und Mitterberg-St. Martin den Tourismusverband „Gröbminger Land“. Dessen Sitz ist in Gröbming. Die Anzahl der Übernachtungen stieg von 106.000 im Jahr 2010 auf 131.000 im Jahr 2019. Michaelerberg-Pruggern hat zwei Saisonen, wobei die Wintersaison deutlich stärker ist.

### Verkehr
- Eisenbahn: Pruggern liegt an der Ennstalbahn. Der Bahnhof Gröbming liegt auf dem Gemeindegebiet von Michaelerberg-Pruggern.
- Straße: Durch den Norden des Gemeindegebietes verläuft die Ennstal Straße B 320.
- Rad: Der Ennsradweg R7 führt die Enns entlang von Flachau nach Enns.[12]

## Politik

### Gemeinderat
Der Gemeinderat hat 15 Mitglieder.
Nach den Gemeinderatswahlen 2015 hatte der Gemeinderat folgende Verteilung:
- 10 ÖVP
- 4 SPÖ
- 1 FPÖ[13]

Nach den Gemeinderatswahlen 2020 hat der Gemeinderat folgende Verteilung:
- 12 ÖVP
- 2 SPÖ
- 1 FPÖ[14]

Nach den Gemeinderatswahlen 2025 hat der Gemeinderat folgende Verteilung:
- 10 ÖVP
- 3 FPÖ
- 2 SPÖ

### Bürgermeister
- 2015–2022 Hannes Huber (ÖVP)
- seit 2022 Dieter Stangl (ÖVP)

### Wappen

Wappen der Vorgängergemeinden
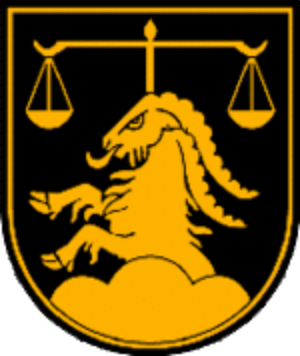
Michaelerberg
Pruggern

Mit der Fusion der zwei Gemeinden verloren die Wappen ihre offizielle Gültigkeit. Ein neues Gemeindewappen für die Fusionsgemeinde wurde von der Steiermärkischen Landesregierung mit Wirkung vom 25. Juni 2021 verliehen.
Die Blasonierung lautet:
„In silbernem Schild über blauem Schildfuß eine goldene einbogige Brücke aus schwarz gefugten Quadersteinen, darauf ein grüner dreispitziger Berg, belegt mit zwei silbernen, einander zugekehrten und beblätterten Edelweißblüten, die erhöhte Mittelspitze besteckt mit einer roten Waage.“
Damit hat das neue Wappen Elemente aus beiden Vorgängergemeinden vereint.